# 13. Unterseebootsflottille
La 13. Unterseebootsflottille était la 13e flottille de sous-marins allemands de la Kriegsmarine pendant la Seconde Guerre mondiale.
Formée à la base de Dora à Trondheim en Norvège en juin 1943 comme flottille de combat (Frontflottille), elle est sous le commandement du korvettenkapitän Rolf Rüggeberg.
En septembre 1944, la flottille est réorganisée, lorsque la plupart des U-Boots des bases françaises arrive en Norvège.
Son histoire prend fin en mai 1945 au moment de la capitulation allemande.

## Affectations
- Juin 1943 à mai 1945 : Trondheim.

## Commandement
| Nom            | Grade            | Début     | Fin      |
| Rolf Rüggeberg | Fregattenkapitän | Juin 1943 | Mai 1945 |

## Unités
La flottille a reçu 55 unités durant son service, comprenant des U-boote de type VII C et C/41.
Unités de la 13. Unterseebootsflottille:
- U-212, U-251, U-255, U-277, U-278, U-286, U-288, U-293, U-294, U-295, U-299
- U-302, U-307, U-310, U-312, U-313, U-315, U-318, U-354, U-360, U-362, U-363, U-365, U-366, U-387
- U-425, U-427
- U-586
- U-601, U-622, U-625, U-636, U-639, U-668, U-673
- U-703, U-711, U-713, U-716, U-737, U-739, U-742, U-771
- U-921, U-956, U-957, U-959, U-965, U-968, U-992, U-994, U-995, U-997
- U-1163